# Манро, Роберт
Роберт Манро (Монро) (англ. Robert Monro ; 1601—1680) — известный шотландский генерал из клана Манро из Россшира, Шотландия. Он руководил шведской армией под командованием короля Густава Адольфа во время Тридцатилетней войны. Он также сражался на стороне шотландских ковенантеров во время Епископских войн в Шотландии и командовал шотландской армией ковенантов во время войн Ирландской конфедерации. Он был автором дневника, рассказывающего о его военном опыте во время Тридцатилетней войны, опубликованного под названием «Monro, His Expedition With the Worthy Scots Regiment Called Mac-Keys».

## Ранняя жизнь
Роберт Монро был вторым сыном Джорджа Манро, 1-го из Обсдейла, и внуком Роберта Мора Манро, 15-го барона Фоулиса (? — 1588), главы клана Манро (1547—1588) . Будучи членом клана Манро из Обсдейла, Роберта иногда называют Робертом Монро из Обсдейла. Он сидел в замке Контуллих.

## Тридцатилетняя война

### Ранние стычки
Во время Тридцатилетней войны Роберт Монро получил звание лейтенанта в полку, который был сформирован Дональдом Маккеем, 1-м лордом Реем, для службы в богемской армии, вместе со своим начальником с таким же именем, Робертом Манро, 18-м бароном Фоулиса. 10 октября 1626 года полк отплыл из Кромарти и после пятидневного плавания прибыл в Глюкштадт на реке Эльбе. 10 июля 1627 года дивизия полка была отправлена, чтобы присоединиться к своим товарищам, которые стояли в укреплении в Бойценберге, недалеко от Гамбурга, где Монро впервые столкнулся с врагом . Шотландцы после отчаянной борьбы одержали победу над превосходящими силами нападавших, хотя им самим тоже пришлось отступить, захватив с собой ружья и боеприпасы.
Затем Роберт Монро становится известен в тяжелом бою на перевале в Ольденбурге, где он был ранен, получив ранение за свой счет, «благоприятный знак» внутренней стороны колена, в то время как его партизан был сломан в руке пушечным ядром. Старший брат Роберта Джон Манро, 2-й из Обсдейла, также отличился в этом случае и остался невредимым. Датчане потерпели поражение и были вынуждены отступить, однако, когда они это сделали, империалисты вернулись, на этот раз верхом на кавалерии. Роберт Монро, осознав всю серьезность ситуации, разработал план по спасению своих людей. Монро приказал своим копейщикам неуклонно продвигаться вперед и атаковать всадников, которых они быстро оттеснили к отвесным краям пирса . Затем Монро и его люди бежали на корабле, спасаясь от имперцев, которые были усилены кавалерией.

### Осада Штральзунда
В 1628 году Роберт Монро, в то время майор, вместе со своим двоюродным братом Робертом Манро, 18-м бароном Фоулисом, повели своих людей на осаду Штральзунда, где они шесть недель защищали город от имперцев. Один из таких штурмов города был совершен 26 июня, когда на место происшествия прибыл имперский главнокомандующий Альбрехт фон Валленштейн . Защитники, узнав о его прибытии, ожидали серьезной атаки на их позиции. Атака была совершена в ту ночь между десятью и одиннадцатью часами, главным образом против поста, охраняемого горцами под командованием майора Монро. Противник продвинулся вперед с численностью более тысячи человек, и горцы были немедленно призваны к оружию, и после ожесточенного боя, продолжавшегося полтора часа, империалисты были отброшены. Однако империалисты вернулись и продолжали атаковать до следующего утра, когда они, наконец, взломали ворота и сумели проникнуть внутрь «внешнего двора», но в конце концов были отбиты горцами с большими потерями, с мечами, пиками и прикладами мушкетов. Имперцы отступили, потеряв более тысячи человек, а горцы потеряли почти двести. Облегчение для защитников пришло, когда Александр Лесли прибыл с отрядами шотландцев, шведов и немцев из шведской армии. Лесли реорганизовал оборону и стал губернатором города. Он использовал контингент Хайленда в эффектной атаке на врага, которая, наконец, прорвала осаду. Как записал Монро:
Сэр Александр Лесли, назначенный губернатором, решил во имя своих соотечественников напасть на врага и желал воздать должное только своей нации, поскольку это было его первое эссе в этом городе.
После осады майор Роберт Монро был произведен в подполковники.

### Осада Шифельбейна
В 1630 году горцы Маккея и Манро двинулись к Шифельбейну (Шифельбайн, ныне Свидвин), небольшому укрепленному месту в Померании, известному как замок Шифельбейн, чтобы помешать проходу австрийцев, которые продвигались на помощь Колобжегу. Им было приказано удерживать город как можно дольше и защищать замок или форт до последнего человека. О том, как хорошо они справились с этой задачей, красноречиво говорит нам латинская ода, напечатанная перед «Воспоминаниями» Манро и имеющая заголовок: «Schiefelbeinum urbs et arx Marchiae Brandenburgicae a generoso Domino Roberto Munro bene defensae». Говорят, что пятьсот горцев под командованием Монро выдержали осаду 8-тысячной императорской армии.

### Осада Нойбранденбурга
В январе 1631 года король Густав II Адольф в сопровождении полковника Роберта Манро приступил к осаде Нойбранденбурга (Нового Бранденбурга). Вскоре горцы штурмовали дворец и вынудили защитников уйти из города. Затем обороняющиеся австрийцы отправили гонца с просьбой о перемирии, которое было предоставлено. Гарнизон, который, по словам Монро, представлял собой «отважный небольшой отряд из пятисот всадников и двенадцати сотен пехотинцев, на который можно было только смотреть», позволял «выйти с мешком и багажом, лошадью и пехотой, с полным вооружением» и конвоем в Хавелбург. Шведский король оставил в городе небольшой гарнизон, и армия двинулась дальше.

### Франкфурт и Лейпциг
Позже Роберт Манро сражался в битве при Франкфурте-на-Одере и в битве при Брайтенфельде в Лейпциге в 1631 году, где шотландцы и шведы одержали победу в обоих случаях. Однако позже шведская армия потерпела поражение в битве при Нёрдлингене (1634 г.), Роберт Монро выжил и вернулся в Шотландию. Он вернулся на шведскую службу в мае 1637 года с новобранцами.

## Епископские войны
Роберт Манро вернулся в Шотландию примерно в 1638 году и принял участие в некоторых из первых инцидентов Епископских войн против Карла I, а также в Войнах трёх королевств на службе шотландских ковенантеров. Во время Епископских войн в 1638 году Далкейт был выигран Монро с 500 мужчинами, а в 1639 году Монро был с Александром Лесли, когда он захватил Эдинбургский замок. Генерал Роберт Монро осадил укрепленный дворец Спайни, вынудив епископа Джона Гатри сдаться его войскам. Это ознаменовало конец дворца Спайни как центра власти, который был резиденцией для епископов Морея более 500 лет. Также в 1640 году генерал Роберт Манро осадил замок Драм роялистского клана Ирвин, который был сдан через два дня, а также занял замок Хантли клана Гордон вместе с капитаном по имени Джеймс Уоллес. Манро также возглавил силы, которые оставили замок Инчдревер, семейную резиденцию Джорджа Огилви, 1-го лорда Банфа, в руинах.

## Войны Ирландского Конфедерации

### Восстание в Ольстере
В 1642 году Роберт Манро отправился в Ирландию, номинально как заместитель командующего при Александре Лесли, но на самом деле главнокомандующий шотландской армией, посланной для подавления ирландских повстанцев-католиков, которые убивали шотландских поселенцев в Ольстере во время ирландского восстания 1641 года. Кампания Монро в Ирландии в основном ограничивалась северной провинцией Ольстер. После взятия и разграбления Ньюри в апреле 1642 года и безуспешных попыток подчинить себе сэра Фелима О’Нила, Роберту Манро удалось взять в плен Рандала Макдонелла, графа Антрима, в замке Данлюс.
Прибытие Оуэна Роу О’Нила в Ирландию укрепило позицию повстанцев, теперь организованных в Конфедеративной Ирландии, и Роберт Монро, который плохо снабжался провизией и военными материалами, проявлял небольшую активность. Более того, Гражданская война в Англии теперь создавала замешательство среди партий в Ирландии, и король стремился прийти к соглашению с католическими повстанцами и завербовать их от своего имени против парламента. Граф Ормонд, генерал-лейтенант Карла I в Ирландии, действуя по приказу короля, подписал соглашение о прекращении военных действий с католическими конфедератами 15 сентября 1643 года и приложил все усилия, чтобы отправить помощь Карлу в Англию.

### Конфликт в Ольстере
Стратегия Роберта Монро была такой же безжалостной, и в его кампании против Оуэна О’Нила не щадили никаких мер. Конфликт привел к гибели тысяч невинных людей с обеих сторон. Оуэн Роу О’Нил вел партизанское наступление в Ольстере, в то время как Роберт Монро, превосходивший его в численности, систематически разрушал замки и деревни по всей стране. В некоторых отчетах говорится о том, что он опустошил Антрим и Даун, что мы сейчас назвали бы «политикой выжженной земли». Роберт Монро атаковал и взял Ньюри в 1642 году, затем захватил Белфаст в 1644 году. После взятия Ньюри Роберт Монро затем снял осаду Колрейна, города, который позже стал центром военных действий и штаб-квартирой майора Дэниела Манро в ближайшие годы.

### Захват Белфаста
Роберт Монро в Ольстере, получив комиссию от парламента Шотландии, в которой доминируют ковенантеры, не признал перемирия, а его войска приняли Торжественную лигу и Ковенант, в котором к ним присоединились многие английские солдаты, покинувшие графа Ормонда, чтобы присоединиться к нему. В апреле 1644 года английский парламент доверил Роберту Монро командование всеми силами в Ольстере, как английскими, так и шотландскими. После этого он захватил Белфаст, совершил набег на Пейл и безуспешно пытался завладеть Дандолком и Дроэдой. В ответ ирландские союзники отправили вооруженную экспедицию в Шотландию, чтобы присоединиться к тамошним шотландским роялистам под командованием Джеймса Грэма, 1-го маркиза Монтроза.

### Битва при Бенбёрне
Силы Роберта Монро были ослаблены необходимостью отправки войск в Шотландию, чтобы противостоять маркизу Монтрозу. Тем временем Оуэн Роу О’Нил получил припасы от папского нунция в Ирландии Джованни Баттиста Ринуччини. 5 июня 1646 года произошла Битва при Бенбёрне на реке Блэкуотер, где О’Нил разгромил Манро, убив более 2000 шотландских войск, но позволив ему безопасно отступить в Каррикфергус.

### Конфликт в Каррикфергусе
В 1647 году граф Ормонд был вынужден прийти к соглашению с английским парламентом, который в июне того же года отправил уполномоченных в Дублин. Роберт Монро поддержал роялистское движение «Ингейджер» и отправил людей под командованием своего племянника Джорджа Манро, 1-го из Ньюмора, обратно в Шотландию, чтобы поддержать ингейджеров против английских парламентариев. Тем временем шотландцы под командованием Монро упорно держались в Каррикфергусе и отказались сдать замок Каррикфергус и Белфаст. Они были осаждены войсками Джорджа Монка. В сентябре 1648 году Каррикфергус был предательски передан Монку: ряд офицеров Роберта Монро разделились, а некоторые помогали парламентскому командующему Монку, в результате чего Монро попал в плен.. Его отправили в Лондонский Тауэр, где он оставался заключенным в течение пяти лет.. В 1654 году Оливер Кромвель разрешил ему проживать в Ирландии, где у него были поместья по праву его жены, которая была вдовой Хью Монтгомери, 2-го виконта Монтгомери из Ардса (1597—1642).. Роберт Монро продолжал спокойно жить недалеко от Комбера, графство Даун, в течение многих лет и, вероятно, умер там около 1680 года.

## Семья
Роберт Манро женился после 1642 года на леди Джин Александер, дочери Уильяма Александера, 1-го графа Стерлинга (ок. 1577—1640), и Джанет Эрскин, и вдове виконта Монтгомери. Известно, что у него по меньшей мере двое детей:
- Эндрю Монро, полковник, убитый при осаде Лимерика (1690)[27].
- Энн Монро, которая вышла замуж за своего двоюродного брата Джорджа Манро, 1-го из Ньюмора[27].